# Caio Damasceno
Caio Coelho Damasceno (Paulistana, 22 de abril de 1913 – Juazeiro, 25 de julho de 1980) foi um médico e político brasileiro, outrora deputado estadual pelo Piauí.

## Dados biográficos
Filho de Raimundo Coelho Damasceno e Amália Rodrigues Damasceno. Médico formado na Universidade Federal da Bahia em 1939, retornou à sua cidade natal onde trabalhou no Posto de Higiene de Paulistana. Nomeado prefeito da referida cidade em 1945, ficou por pouco tempo no cargo, entretanto foi eleito prefeito do município via PSD em 1948. Eleito deputado estadual em 1950, 1954 e 1962, migrou para a ARENA após o Regime Militar de 1964 instituir o bipartidarismo através do Ato Institucional Número Dois, sendo reeleito para a Assembleia Legislativa do Piauí em 1966.
Como deputado estadual, integrou a Mesa Diretora e várias comissões parlamentares importantes, desenvolvendo muitas atividades em favor do povo piauiense. Com grande prestígio social e político, representou sua região em várias Legislaturas na Assembleia Legislativa do Estado do Piauí.

## Família Coelho Rodrigues
Pertencia à tradicional família Coelho Rodrigues do Piauí, com raízes genealógica na cidade de Paulistana. Filho de Raimundo Coelho Damasceno e Amália Rodrigues Damasceno, Caio era pentaneto por duas linhas paternas do casal Domiciana Vieira de Carvalho e Valério Coelho Rodrigues, por parte de seus dois tetravôs, José Rodrigues Coelho e Manoel Rodrigues Coelho.
Seu pentavô Valério Coelho Rodrigues, conhecido como Patriarca do Sertão brasileiro, nasceu em Portugal e morou a maior parte de sua vida na fazenda Paulista, atualmente município de Paulistana, e foi um personagem importante no processo de colonização portuguesa no Piauí, por ter sido um dos desbravadores do interior do Estado ao longo do Século XVIII, tendo firmado importantes raízes históricas e sociais na Região e gerado uma vasta família com descendência que se projeta na política nacional do Brasil até os dias de hoje.